# Marty Ehrlich
Marty Ehrlich, (Saint Paul, 1955. május 31. –) amerikai dzsesszzenész.

## Pályafutása
Marty Ehrlich a minnesotai St. Paulban született, fiatalságának jó részét a Missouri állambeli St. Louisban töltötte. Középiskolásként a University City High Schoolban a kapcsolatba került a  Black Artists' Group csoporttal, (amelyet a chicagói AACM mintájára alakítottak ki).
Később, a New England Conservatory of Musicban folytatott tanulmányai során Ehrlich különösen szoros kapcsolatot alakított ki Jaki Byard zongoristával. Itt sokat tanult a hagyományos dzsesszről, de a nyugat-európai klasszikus zenéről is. Ezekben a az években Ehrlich a radikális afroamerikai művészet kulturális, politikai és zenei működésével is kapcsolatba került. Olyan legendás személyek mentoráltak, mint Julius Hemphill és Oliver Lake.  Ehrlich a "radikális zsidó kultúrával" és kultikus ikonnal, John Zornnal is kapcsolatba került.
Ehrlich közben azért ellenállt annak, hogy egyetlen zenei műfaj alá sorolják. Ő volt például a trombitás Randy Sandke Inside Out együttesének támasza is.
1978-as New Yorkba költözése után Ehrlich számos legendás zenekar szólistája és vezetője volt. A Themes & Improvisations on the Blues (1994) A kompozícióját  Oliver Lee Jackson absztrakt festményei ihlették.
Marty Ehrlich New Yorkban él, tanít a Hampshire College-ban, és sok energiát szentel Myra Melford zongorista duójának, és Mark Dresserrel (kontrabőgő), Andrew Cyrille-lel (dob) alkotott triójának.

## Albumok
- The Welcome + Anthony Cox, Pheeroan akLaff, 1984
- Pliant Pliant + Stan Strickland, Anthony Cox, Bobby Previte, 1996
- The Traveller's Tale + Stan Strickland, Lindsey Horner, Bobby Previte, 1990
- Side by Side + Frank Lacy, Wayne Horvitz, Anthony Cox, Andrew Cyrille, 1991
- Emergency Peace + Abdul Wadud, Muhal Richard Abrams, Lindsey Horner, 1991
- Can You Hear a Motion? + Stan Strickland, Michael Formanek, Bobby Previte, 1994
- Just Before the Down + Vincent Chancey, Erik Friedlander, Mark Helias, Don Alias, 1995
- New York Child + Stan Strickland, Michael Cain, Michael Formanek, Bill Stewart, 1996
- Life Woods + Erik Friedlander, Mark Helias, 1997
- Sojourn + Erik Friedlander, Mark Helias, Marc Ribot, 1999
- Malinke's Dance + Tony Malaby, Jerome Harris, Bobby Previte, 2000
- Song + Uri Caine, Michael Formanek, Billy Drummond, Ray Anderson, 2001
- Line on Love + Craig Taborn, Michael Formanek, Billy Drummond, 2003
- Trio Exaltation, 2018

## Fordítás
Ez a szócikk részben vagy egészben  a   Marty Ehrlich című angol Wikipédia-szócikk ezen változatának fordításán alapul.  Az eredeti cikk szerkesztőit annak laptörténete sorolja fel. Ez a jelzés csupán a megfogalmazás eredetét és a szerzői jogokat jelzi, nem szolgál a cikkben szereplő információk forrásmegjelöléseként.